# 全良範
全良範（？—？），榜名洪良範，字心矩，號中裕，山東兖州府沂州人。明朝政治人物。

## 生平
萬曆二十二年（1594年）甲午科山東鄉試第一，登二十六年戊戌科三甲166名進士。通政司觀政，次年授浙江鄞縣知縣，二十九年调知開封府扶沟县，修百子崗以障狂瀾，扶溝立有專祠。三十四年擢户部四川司主事，三十六年湖广监兑，三十七年升员外郎，三十八年二月晋潞安府知府，四十一年考察調簡，复姓全氏，四十二年補襄陽府知府，四十四年升河南按察司副使，督河道。時汴口水灾累年，良范至，三月底績，進中憲大夫。四十五年丁憂歸。四十六年十二月南京科道纠拾去职。天啓初，山東白莲教起事，捐俸守城。天啓三年（1623年）二月降補四川按察司佥事，四年考察去職。

## 著作
修《潞安府志》二十卷圖考一卷。